# 씨 노 이블
《씨 노 이블》(영어: See No Evil)은 2006년 공개된 미국의 슬래셔 영화이다.
2014년 10월 21일 속편 DVD 영화 《씨 노 이블 2》(See No Evil 2)가 출시되었다.

## 줄거리
경찰관 프랭크는 버려진 민가에서 걸려 온 전화를 받고 신참인 파트너와 출동해 장님이 된 여인을 발견한 뒤 여인을 그렇게 만든 장본인인 제이컵으로부터 도끼 공격을 받는다. 프랭크는 제이컵의 머리에 총을 쏘아 반격하지만 파트너가 현장에서 죽고 프랭크는 한쪽 팔이 불구가 된다.
4년 뒤 프랭크는 카운티 구치소의 경비로 일하는 중이다. 화재 후 방치돼 있던 블랙웰 호텔의 소유주 마거릿은 이 호텔을 노숙자 보호소로 재정비하려고 한다. 프랭크는 이 호텔을 청소하는 대신 감형을 받기로 한 재소자들을 감시하는 책임을 맡는다. 그날 밤 등에 아기 천사 두 명과 거대한 십자가 문신이 새겨진 키라가 사람 눈알을 수집하는 제이컵에게 납치되면서 학살이 시작된다.
마거릿이 실은 제이컵의 엄마이며, 제이컵에게 총을 쐈던 프랭크에게 복수할 생각에서 일을 꾸민 장본인으로 밝혀진다. 키라의 문신을 소중하게 여기는 제이컵은 창녀 같은 여자들을 제거하는 게 신이 부여한 사명이고 네가 행하는 건 신의 조화라고 주장하는 마거릿의 말을 거부하고, 키라에게 총을 쏘려고 한 마거릿을 죽여 버린다. 살아남은 재소자 3명은 제이컵의 눈에 파이프를 박고 그를 건물 꼭대기 층에서 떨어뜨려 죽인다.
엔딩 크레디트 도중에 삽입된 쿠키 영상에서 개가 나타나 제이컵의 빈 안구 안에 오줌을 싼다.

## 출연진
- 케인
- 크리스티나 비달
- 서맨다 노블
- 루크 페글러
- 마이클 J. 페이건
- 레이철 테일러
- 크레이그 호너
- 스티븐 비들러
- 코리 파커 로빈슨

## 기타 제작진
- 라인 제작: 리처드 클렌디넌
- 협력 제작: 샬럿 블레이크
- 미술: 마이클 럼프